# Синявский, Семён Олегович
Семён Оле́гович Синя́вский (род. 30 сентября 1993, Сергиев Посад, Московская область, Россия) — российский футболист, нападающий.

## Карьера

### Клубная
Воспитанник московского «Локомотива». Начинал карьеру в 2012 году в клубе «Локомотив-2». В феврале 2014 года пополнил ряды «Черноморца». В зимнее трансферное окно сезона 2015/16 был включён в заявку «Химок». В сезоне 2016/17 защищал цвета «Сатурна». Летом 2017 года перешёл в «Армавир». В июле 2019 года подписал контракт с клубом Премьер-Лиги Армении «Урарту», за который дебютировал в матче квалификационного раунда Лиги Европы УЕФА против сербского клуба «Чукарички» (0:3). В чемпионате впервые сыграл 2 августа в матче против «Ширака» (1:3). Летом 2020 года пополнил ряды клуба «Кубань Холдинг». В июне 2021 года покинул клуб и завершил карьеру.

### В сборной
В 2010—2013 годах вызывался в расположение юношеских сборных России.

## Достижения
- Победитель Второй лиги (2): 2015/16 (зона «Запад»), 2017/18 (зона «Юг»)
- Серебряный призёр Второй лиги (2): 2016/17 (зона «Центр»), 2020/21 (зона «Юг»)
- Бронзовый призёр зоны «Юг» Второй лиги: 2014/15